# Avídia Pláucia

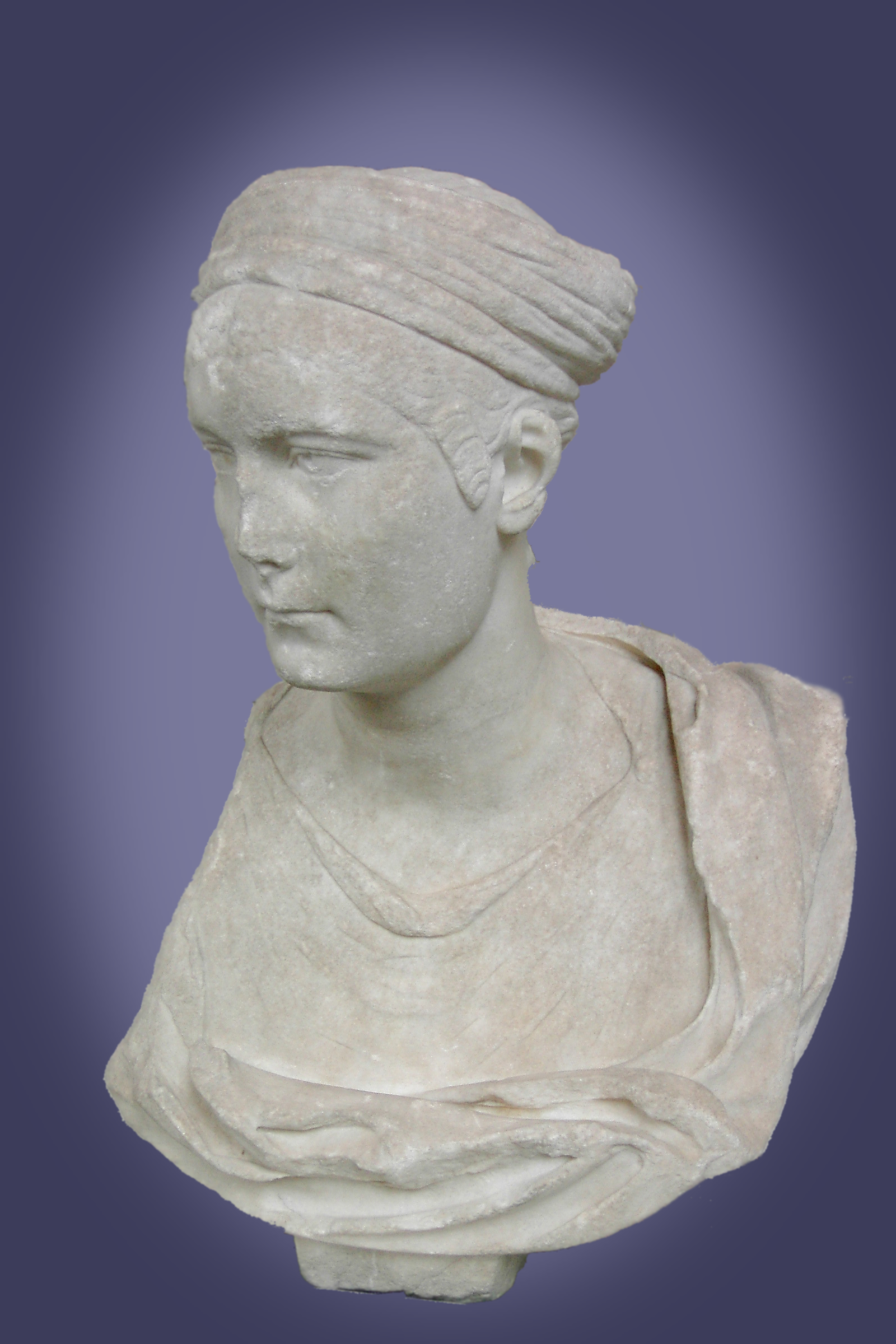
Busto de Avídia Pláucia na Yale University Art Gallery, nos Estados Unidos.

Avídia Pláucia (em latim: Avidia Plautia) foi uma influente nobre romana da gente Avídia. É um dos membros menos conhecidos da dinastia nerva-antonina.

## Ancestrais
Pláucia era filha do poderoso senador romano Caio Avídio Nigrino com sua primeira esposa, cujo nome é desconhecido (geralmente citado como "ignota Pláucia"). Ela nasceu e foi criada na base de poder da família, a cidade de Favência. 
A família de Pláucia era amiga do historiador grego Plutarco, do senador e historiador romano Plínio, o Jovem, e do imperador Trajano e sua família. Além disso, a família tinha forte ligação com a Grécia, pois seu avô por parte de pai, Caio Avídio Nigrino, e o irmão dele, Tito Avídio Quieto, serviram como procônsules da província de Acaia durante o reinado de Domiciano (r. 81-96). Pláucia tinha dois primos conhecidos, um primo de primeiro grau pelo lado do pai chamado Tito Avídio Quieto, que serviu como cônsul sufecto em 111, e um primo de segundo grau, também pelo lado de seu pai, chamado Tibério Avídio Quieto, também cônsul sufecto em 111 e, posteriormente, procônsul em duas províncias romanas.
O pai de Pláucia foi executado em 118 por ordem do Senado acusado de ser um dos quatro senadores envolvidos numa fracassada conspiração para derrubar o imperador Adriano. Algum tempo depois da execução é possível que sua mãe tenha se casado com um outro senador romano.

## Família
Antes de 130 Pláucia se casou com o poderoso senador romano Lúcio Élio César, filho adotivo de Adriano a partir de 136 e seu herdeiro aparente. Os dois tiveram dois filhos e duas filhas:
- Lúcio Ceiônio Cômodo, mais conhecido como Lúcio Vero depois de ser adotado pelo imperador Antonino Pio. Ele e Marco Aurélio reinaram como co-imperadores entre 161 e 169. Lúcio Vero se casou com Lucila, a segunda filha de Marco Aurélio e Faustina.
- Caio Avídio Ceiônio Cômodo, conhecido somente através de uma inscrição encontrada em Roma.
- Ceiônia Fábia, que em 136 foi prometida em casamento a Marco Aurélio. Porém, dois anos depois Marco Aurélio foi adotado pelo imperador Antonino Pio e desfez o noivado para poder se casar com a filha de Antonino, Faustina.
- Ceiônia Pláucia, que casou-se em 166 com o cônsul Quinto Servílio Pudente.

No começo de 138, depois da morte de Lúcio Élio, Adriano adotou Antonino Pio como seu segundo filho e herdeiro. Como condição para que esta adoção fosse realizada, Antonino teve que adotar Lúcio Vero e Marco Aurélio como seus filhos adotivos. Depois disto nada mais se sabe de Pláucia, mas são conhecidas duas inscrições dedicadas pelo imperador Lúcio Vero à sua mãe. Não se sabe se ela estava viva na época.